# Remperg
Remperg im Oberbergischen Kreis ist eine von 51 Ortschaften der Stadt Wiehl im Regierungsbezirk Köln in Nordrhein-Westfalen (Deutschland).

## Lage und Beschreibung
Der Ort ist in Luftlinie rund 3 km östlich vom Stadtzentrum von Wiehl entfernt. Remperg liegt südlich der Bundesautobahn 4.

## Geschichte
1491 wurde der Ort das erste Mal urkundlich erwähnt, und zwar bei „Differenzen Homburg und Berg“. Die Schreibweise der Erstnennung lautet Rymprecht.
Im Futterhaferzettel der Herrschaft Homburg von 1580 werden in Reimbergh als Abgabepflichtige 1 Bergischer, 3 Saynische und 5 Wittgensteinische Untertanen gezählt.

## Bauwerke
Die Remperger Mühle wird heute als Unternehmenssitz verwendet.

## Freizeit
- Seit 1909 besteht der Posaunenchor Remperg.[3]

## Verkehr
Remperg hat einen Haltepunkt an der im Tourismusverkehr betriebenen Wiehltalbahn.